# هوجو اوجی‌یاسو
هوجو اوجی‌یاسو (به ژاپنی: 北条 氏康 Hōjō Ujiyasu)؛ (تولد ۱۵۱۵ – مرگ ۲۱ اکتبر ۱۵۷۱ میلادی) (۵۵ یا ۵۶ ساله) پسر هوجو اوجی‌تسونا، دایمیوی ولایت ساگامی و سومین رهبر خاندان هوجوی اخیر در ژاپن بود. او پدر هوجو اوجیماسا بود. دختر هوجو اوجی‌یاسو، هایاکاوا دونو، همسر اصلی ایماگاوا اوجیزانه، پسر ایماگاوا یوشی‌موتو بود.